# 大連大学
 大連大学（だいれんだいがく。Dalian University）は、中華人民共和国遼寧省大連市にある大学であり、略称は「連大」。

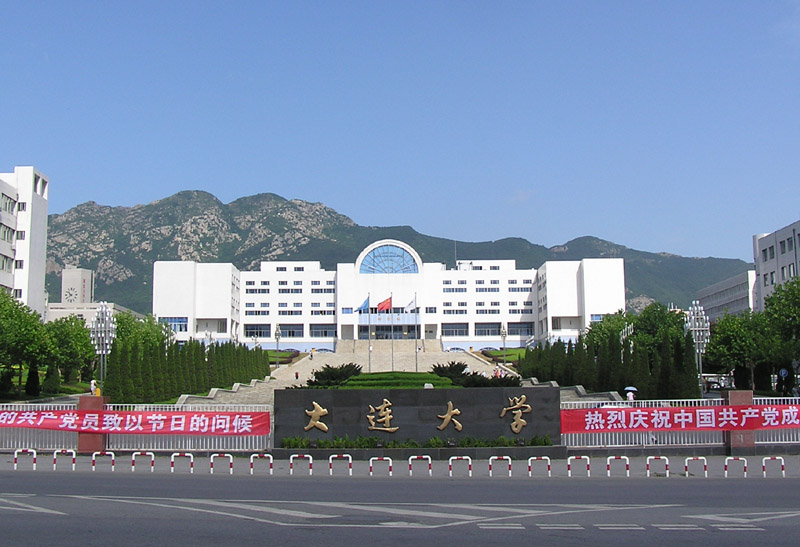
大連大学（背後に大黒山）

## 概要
大連大学は遼寧省大連市金州区にある、大連市所有の大学であり、日本語、経営学、医学、生物学、機械専攻は中国の「重点大学一次募集Bランク（一本B段）」である。特に日本語専攻が中国Top50（49位）に入っており、総合実力は大連市の大学（17校）において4位である。現在は哲学、法律、経済、教育、文学、歴史、理科、工学、医学、マネジメントなど21学部46専攻、大学院に35専攻があり、全日制の学生が15,000人、留学生、社会人学生が5,000名いる。大学の敷地面積は1,282,000平米、建物の建築面積は503,000平米。

## 沿革
大連大学は1987年10月より設立し、工学院、師範学院、医学院によって構成される。
1995年までの大連大学は市内の数箇所にあるキャンパスが狭くて老朽化し、教育条件が極めて劣悪であったが、1995年より大連開発区の新校舎に引越しをし、一躍キャンパスが綺麗で、校舎が広く明るく、相互補完的多学科が揃う理想的総合大学に変身した。
1997年まで、大学は内部管理体制改革を経て、学科が少なく、規模が小さく、短大教育が中心だった古い体制から、多学科的かつ規模が合理的で、4年制大学教育を中心とした体制への転換を実現した。
1998年、大学は国家教育部の学部教育水準評価を順調にクリアした。これは大連大学が教育条件、学科建設、教育管理なんどの諸方面において長足の進歩を遂げ、合格した総合大学の仲間入りができたことを示した。
2000年の時点で、大学の教育条件が既に更なる高いレベルへの邁進を実現することができるようになり、教師陣もハイレベルの教育と研究への挑戦をする能力を備えており、大連大学は最初の草創期を乗り越え、「学科建設の強化、大学気風育成の向上、学術水準のアップ、教育の質と知名度」を中心とする新しい発展段階に入った。
2006年までに、再び全校の力を挙げて全面的建設を推し進めた結果、大連大学は学部教育水準においてさらに新段階に入り、中国国家教育部による大学の学部教育水準評価で「優秀」という良い成績を収めた。
簡単な沿革は
- 1949年4月、大連大学が建学
- 1950年、大連大学工学院が大連理工大学として、大連大学医学院が大連医科大学として、大連大学科学研究所が中国科学院化学物理研究所として独立したので、大連大学は消滅
- 1987年10月、大連理工大学分校を基礎として、大連市医学専科学院大学、大連師範学院大学などを合わせて、大連大学を再建

## 学部・大学院
医学院、法学院、文学院、歴史学院、経済管理学院、教育学院、観光学院、英語学院、日本言語文化学院、建築工程学院、情報工程学院、機械工程学院、物理科学技術学院、環境化学学院、生物工程学院、国際学院、美術学院、芸術学院、音楽学院、体育学院、国際文化交流学院

## 国際交流（協定締結校）
アジア
日本：筑波大学、中央大学、名古屋外国語大学、北陸先端科技大学院大学、金沢大学、広島大学、島根大学、宇部創新大学、山口大学、愛知学院大学、宮城大学、西南女学院大学、長崎純心大学、北陸大学、石川県立大学、相愛大学、倉敷作陽大学,etc.
韓国：中南大学院、群山大学、昌原大学、鮮文大学校、東義大学、順天郷大学、国際平和大学院大学、大真大学校、国際脳教育総合大学院大学,etc.
ヨーロッパ：フランス、ロシア、イギリスの大学4校
北米：アメリカ、カナダの大学の大学8校
オセアニア：オーストラリア、ニュージーランドの大学7校

## 所在地
住所は
- 住所：大連市大連経済技術開発区学府大街10号（郵政編碼：116622）

大黒山の東側の麓にある。

## 付属病院
付属病院が2か所ある。
- 大連大学付属中山医院 (旧満鉄大連病院)
- 新華病院